# ISO 3166-2:BD
ISO 3166-2:BD è uno standard ISO che definisce i codici geografici delle suddivisioni del Bangladesh; è un sottogruppo dello standard ISO 3166-2.
I codici sono assegnati a due livelli di suddivisioni: le divisioni (i cui codici sono formati da una lettera), ad eccezione della divisione di Rangpur, che è stata creata nel 2010, e i 64 distretti, i cui codici sono formati da BD- (sigla ISO 3166-1 alpha-2 dello Stato), seguito da due cifre. Prima del 2002 erano classificate anche le regioni, non più esistenti, il cui codici erano formati da BD- più una cifre e una lettera.

## Codici

### Divisioni
I codici delle divisioni, essendo definiti senza il prefisso del paese, non garantiscono unicità a livello globale. Per evitare ambiguità possono essere completati premettendovi BD-.
| Codice | Divisione  |
| ------ | ---------- |
| A      | Barisal    |
| B      | Chittagong |
| C      | Dacca      |
| D      | Khulna     |
| E      | Rajshahi   |
| F      | Sylhet     |
| G      | Rangpur    |

### Distretti
| Codice | Distretto          | Divisione di appartenenza         |
| ------ | ------------------ | --------------------------------- |
| BD-05  | Bagerhat           | Khulna                            |
| BD-01  | Bandarban          | Chittagong                        |
| BD-02  | Barguna            | Barisal                           |
| BD-06  | Barisal            | Barisal                           |
| BD-07  | Distretto di Bhola | Barisal                           |
| BD-03  | Bogra              | Rajshahi                          |
| BD-04  | Brahmanbaria       | Chittagong                        |
| BD-09  | Chandpur           | Chittagong                        |
| BD-10  | Chittagong         | Chittagong                        |
| BD-12  | Chuadanga          | Khulna                            |
| BD-08  | Comilla            | Chittagong                        |
| BD-11  | Cox's Bazar        | Chittagong                        |
| BD-13  | Dacca              | Dacca                             |
| BD-14  | Dinajpur           | Rangpur, precedentemente Rajshahi |
| BD-15  | Faridpur           | Dacca                             |
| BD-16  | Feni               | Chittagong                        |
| BD-19  | Gaibandha          | Rangpur, precedentemente Rajshahi |
| BD-18  | Gazipur            | Dacca                             |
| BD-17  | Gopalganj          | Dacca                             |
| BD-20  | Habiganj           | Sylhet                            |
| BD-24  | Jaipurhat          | Rajshahi                          |
| BD-21  | Jamalpur           | Dacca                             |
| BD-22  | Jessore            | Khulna                            |
| BD-25  | Jhalakati          | Barisal                           |
| BD-23  | Jhenaidah          | Khulna                            |
| BD-29  | Khagrachari        | Chittagong                        |
| BD-27  | Khulna             | Khulna                            |
| BD-26  | Kishoreganj        | Dacca                             |
| BD-28  | Kruigram           | Rangpur, precedentemente Rajshahi |
| BD-30  | Kushtia            | Khulna                            |
| BD-31  | Lakshmipur         | Chittagong                        |
| BD-32  | Lalmonirhat        | Rangpur, precedentemente Rajshahi |
| BD-36  | Madaripur          | Dacca                             |
| BD-37  | Magura             | Khulna                            |
| BD-33  | Manikganj          | Dacca                             |
| BD-39  | Meherpur           | Khulna                            |
| BD-38  | Maulvi Bazar       | Sylhet                            |
| BD-35  | Munshiganj         | Dacca                             |
| BD-34  | Mymensingh         | Dacca                             |
| BD-48  | Naogaon            | Rajshahi                          |
| BD-43  | Narail             | Khulna                            |
| BD-40  | Narayanganj        | Dacca                             |
| BD-42  | Narsingdi          | Dacca                             |
| BD-44  | Natore             | Rajshahi                          |
| BD-45  | Nawabganj          | Rajshahi                          |
| BD-41  | Netrakona          | Dacca                             |
| BD-46  | Nilphamari         | Rangpur, precedentemente Rajshahi |
| BD-47  | Noakhali           | Chittagong                        |
| BD-49  | Pabna              | Rajshahi                          |
| BD-52  | Panchagarh         | Rangpur, precedentemente Rajshahi |
| BD-51  | Patuakhali         | Barisal                           |
| BD-50  | Pirojpur           | Barisal                           |
| BD-53  | Rajbari            | Dacca                             |
| BD-54  | Rajshahi           | Rajshahi                          |
| BD-56  | Rangamati          | Chittagong                        |
| BD-55  | Rangpur            | Rangpur, precedentemente Rajshahi |
| BD-58  | Satkhira           | Khulna                            |
| BD-62  | Shariatpur         | Dacca                             |
| BD-57  | Sherpur            | Dacca                             |
| BD-59  | Sirajganj          | Rajshahi                          |
| BD-61  | Sunamganj          | Sylhet                            |
| BD-60  | Sylhet             | Sylhet                            |
| BD-63  | Tangail            | Dacca                             |
| BD-64  | Thakurgaon         | Rangpur, precedentemente Rajshahi |

## Codici precedenti
I codici delle regioni erano:
| Codice | Regione                | Divisione  |
| ------ | ---------------------- | ---------- |
| BD-2A  | Bandarban              | Chittagong |
| BD-1B  | Barisal                | Barisal    |
| BD-5C  | Bogra                  | Rajshahi   |
| BD-2D  | Chittagong             | Chittagong |
| BD-2E  | Chittagong Hill Tracts | Chittagong |
| BD-2F  | Comilla                | Chittagong |
| BD-3G  | Dacca                  | Dacca      |
| BD-5H  | Dinajpur               | Rajshahi   |
| BD-3I  | Faridpur               | Dacca      |
| BD-3J  | Jamalpur               | Dacca      |
| BD-4K  | Jessore                | Khulna     |
| BD-4L  | Khulna                 | Khulna     |
| BD-4M  | Khustia                | Khulna     |
| BD-3N  | Mymensingh             | Dacca      |
| BD-2O  | Noakhali               | Chittagong |
| BD-5P  | Pabna                  | Rajshahi   |
| BD-1Q  | Patuakhali             | Barisal    |
| BD-5R  | Rajshahi               | Rajshahi   |
| BD-5S  | Rangpur                | Rajshahi   |
| BD-2T  | Sylhet                 | Chittagong |
| BD-3U  | Tangail                | Dacca      |